# 洛斯伯里站
51°30′48″N 0°05′20″W / 51.51335°N 0.08897°W
洛斯伯里站（英語：Lothbury tube station）是一个已授权的北城市線(GN&CR)地下车站，它虽然在计划中是这样设计，但就从来没有动工建设。这个车站为于伦敦市洛斯伯里，这街区是伦敦市内一个既有富有历史底蕴又有金融功能的一个综合大区。
在1901年11月，GN&CR向英国议会提交了一份关于延长正在建设中的来往于芬斯伯里公园站和沼泽门站之间隧道的私法法案。在这份法案中，GN&CR提议建设一条长270 yd（250米）通往洛斯伯里的地下隧道，这样一来洛斯伯里站就能够代替原本计划为终点的沼泽门街(现在简称为沼泽门)，继而成为北城市线南端的终点站。这份条法案作为《大北方城市铁路法》中的一份子在1902年8月8日获得御准。
这座车站完全建在地下，通往地面只能乘坐升降机和走行人隧道。这个车站的几个出口可以通往格雷沙姆街、沼泽门街和王子街和这几条街的汇聚处。而车站里则提议建设5个电梯井和一条自动扶梯。在这个计划中有一个非常奇特的地方，那就是你可以两只脚分别在在两个不同的站台上。这个奇特的站台出现的原因是因为这两个站之间连接的隧道要比站台来的更短。这就意味着一列标准长度的列车刚驶入洛斯伯里站台，它的尾端才刚刚好驶离沼泽门站。这条地铁线之所以不再往南延伸是因为城市及南伦敦铁路的隧道刚刚好建在王子街地下，刚刚好挡住了北城市线。但这一段隧道的建设刚开始时就几乎是被立马被叫停。而用作于钻挖式隧道的机器就停在了沼泽门站隧道的尽头。
即使这段铁路的延期建设在1907年6月26日获得了大北方城市铁路法的御准，但因为资金的周转不到位，这段隧道也就没有再动工过了。
在1913年大都会铁路(MR)收购了GN&CR。在其修改过了的线路建设计划表中能找到洛斯伯里站的建设计划。这个计划就镶嵌在其他连接到滑铁卢及城市线(W&CR)和大都会铁路的计划中。在1913年的大都会铁路法在同年的8月15日在议会会议里被批准。议会虽然没有批准大部分被提议建设的铁路计划，但建设洛斯伯里站却意外的议会被批准为北城市线的终点站。不过意外的是在1914年大都会铁路重新提交的GN&CR铁路网构建法案中，没有提及洛斯伯里站的建设计划。虽然这些重新提交的铁路线构建计划在后来也都没有被议会批准，但也就是因为这次提议没有提及洛斯伯里站的建设，所以这个站建设的提议也渐渐地被世人遗忘了。

## 标注
1. ↑  . 倫敦憲報. 1901-11-22.
2. ↑  . 倫敦憲報. 1902-08-12.
3. ↑  . J. Onwhyn. 1902.
4. ↑  . Bouverie House. 1904.
5. 1 2  Badsey-Ellis 2005，第140頁.
6. ↑  . 倫敦憲報. 1907-07-26.
7. ↑  Badsey-Ellis 2005，第254頁.
8. ↑  . 倫敦憲報. 1912-11-22.
9. ↑  . 倫敦憲報. 1913-08-19.
10. ↑  Badsey-Ellis 2005，第275-279頁.
11. ↑  Badsey-Ellis 2005，第279-281頁.

## 引用
Badsey-Ellis, Antony. . Capital Transport. 2005. ISBN 1-85414-293-3.
| 上一站   |  | 伦敦地铁            |  | 下一站 |
| -------- |  | ------------------- |  | ------ |
| 沼泽门站 |  | 大都会铁路 北城市线 |  | 终点站 |